# Fushimi Inari-taisha
Fushimi Inari Taisha (伏見稲荷大社) é o templo central de Inari Ōkami, localizado em Fushimi (Quioto), Japão. O templo situa-se na base da montanha que também se chama Inari e que está a 233 metros acima do nível do mar, além de incluir trilhas montanha acima para muitos templos menores que se espalham por 4 quilômetros e levam aproximadamente 2 horas para percorrer o percurso.
Desde o Japão antigo, Inari era visto como o patrono dos negócios, sendo que os mercadores e os artesões tradicionalmente adoravam ao Inari. Cada um dos toriis no Fushimi Inari Taisha foi doado por um ramo dos negócios japoneses. Mas primeiramente, Inari era o deus do arroz.
Fala-se que este templo popular  tem mais de 32 mil sub-templos por todo o Japão.

## História

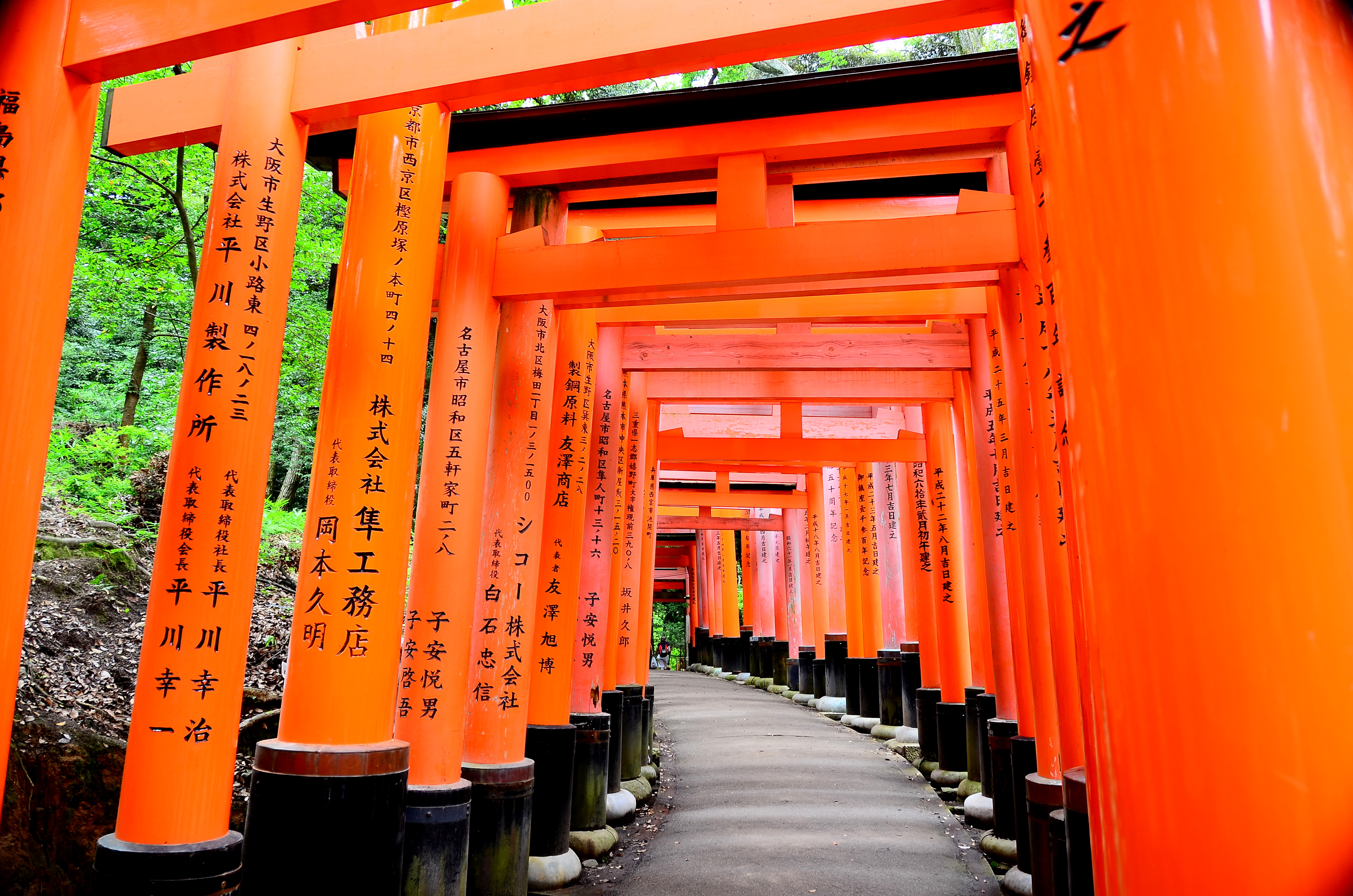
Um caminho de toriis pela montanha

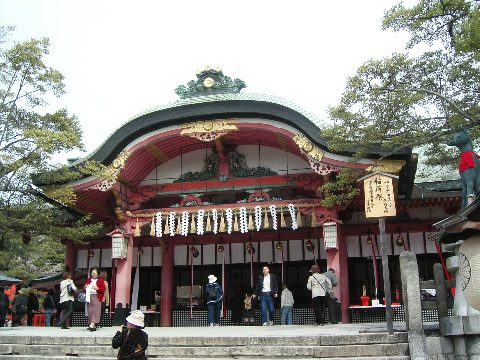
Vista da frente do haiden

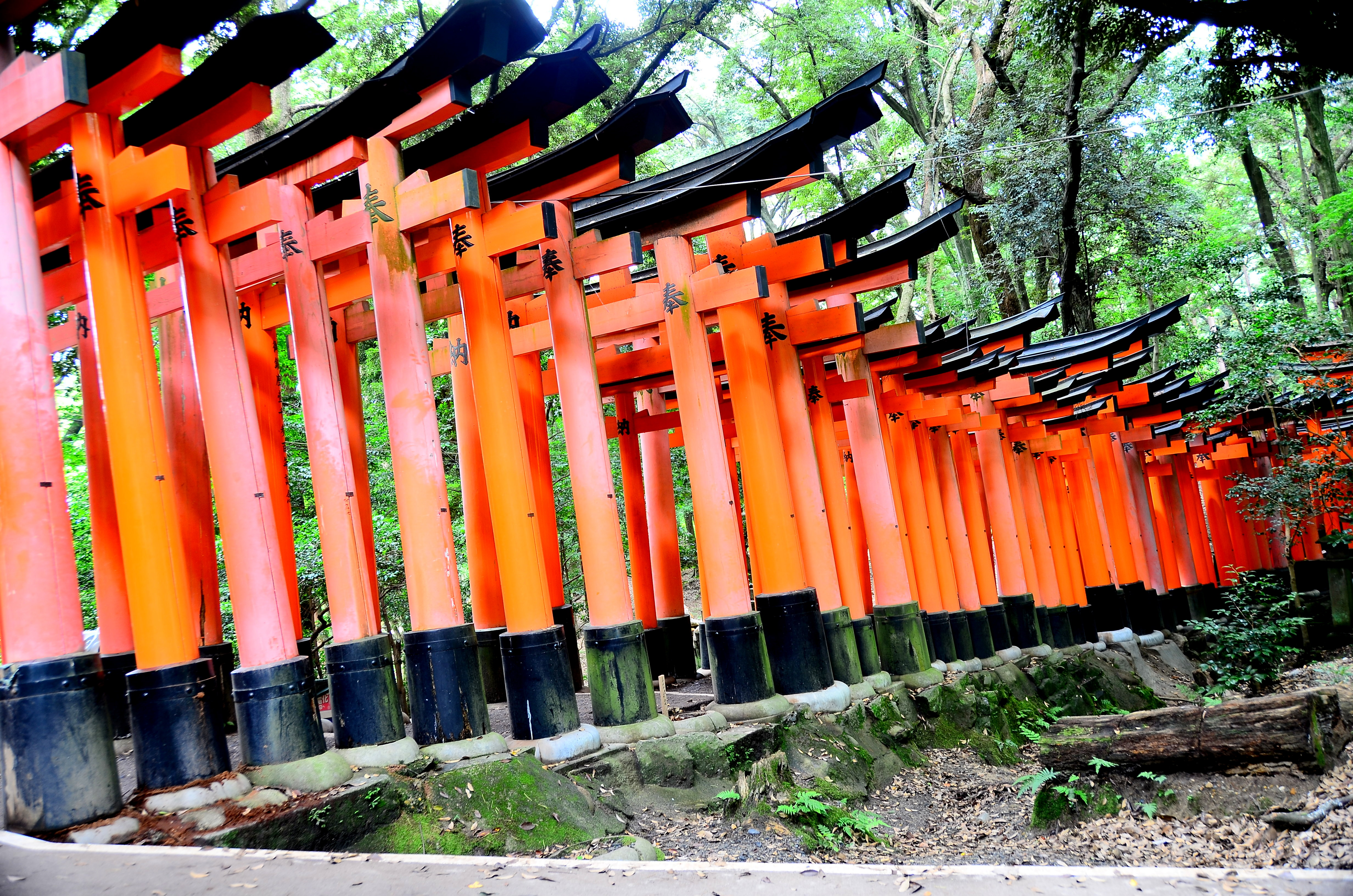
Um caminho de toriis pela montanha visto de lado

O templo tornou-se objeto do mecenato imperial durante o início do período Heian.  Em 965, o Imperador Murakami decretou que os mensageiros carregassem relatos escritos de eventos importantes para o kami guardião do Japão. Esses heihaku foram inicialmente apresentados para 16 templos, incluindo o templo de Inari.
De 1871 a 1946, o Fushimi Inari-taisha foi oficialmente nomeado um kanpei-taisha (官幣大社), o que significa que ele permaneceu como o templo mais apoiado pelo governo.

### Estruturas
As estruturas mais antigas foram construídas em 711 na colina de Inariyama no sudoeste de Quioto, mas o templo foi realocado em 816 a pedido do monge Kukai. A estrutura principal do templo foi construída em 1499.
No fundo da colina estão o portão principal (楼門, rōmon, "portão da torre") e o templo principal (御本殿, go-honden). Atrás deles, no meio da montanha, o templo interior (奥宮, okumiya) é alcançável por um caminho alinhado com milhares de torii. No topo da montanha estão dezenas de milhares de túmulos (塚, tsuka) para o culto privado.

## Raposa
As raposas (kitsune), considerada como mensageiras, são frequentemente encontradas nos templos de Inari. Uma peculiaridade delas é uma chave (para o celeiro de arroz) em suas bocas.
Ao contrário de muitos templos xintoístas, o Fushimi Inari Taisha, ao manter templos Inari típicos, possui uma visão aberta do principal objeto adorado (um espelho).
Um desenho em Kitsune: Japan's Fox of Mystery, Romance and Humor, de Kiyoshi Nozaki, de 1786, mostrando o templo, diz que o seu portão de entrada de dois andares foi construído por Toyotomi Hideyoshi.
O templo atrai alguns milhões de visitantes no Ano Novo Japonês, 2,69 milhões nos três dias em 2006, segundo relatos da polícia, sendo o maior número no oeste do Japão.

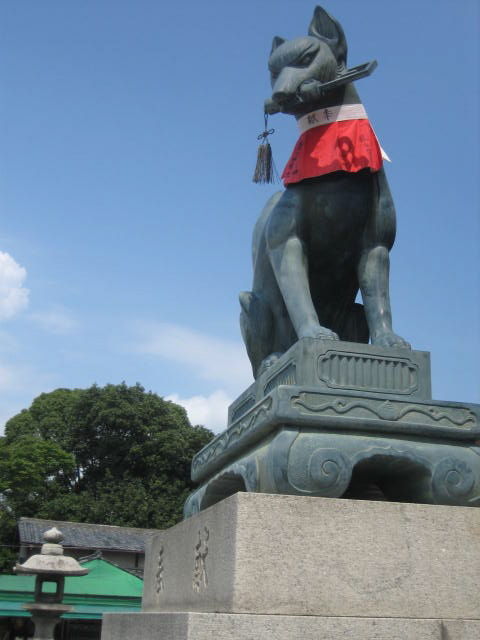
Uma raposa segurando uma chave em sua boca, no portão principal do templo de Fushimi Inari
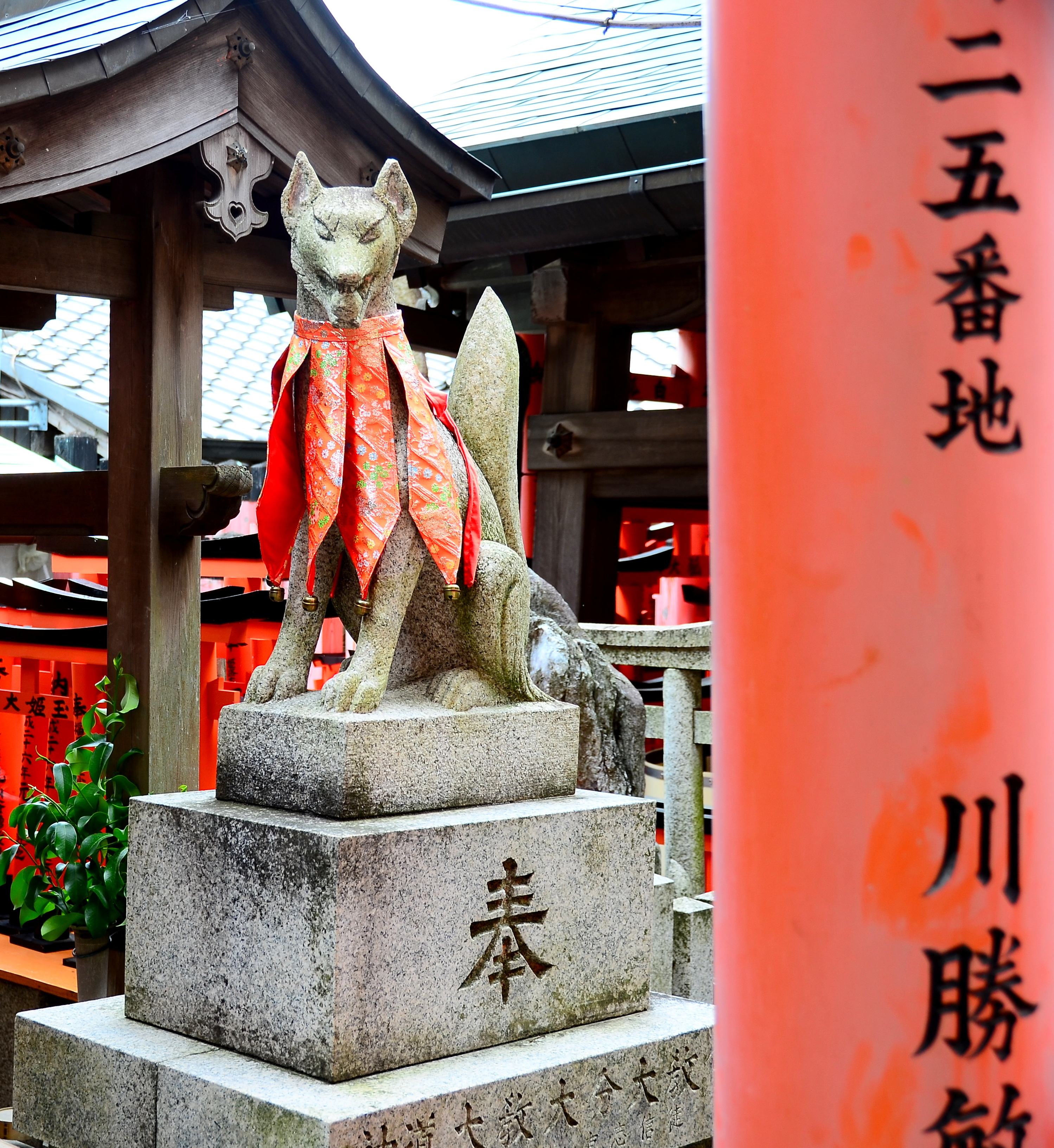
Uma escultura de raposa no Fushimi Inari-taisha
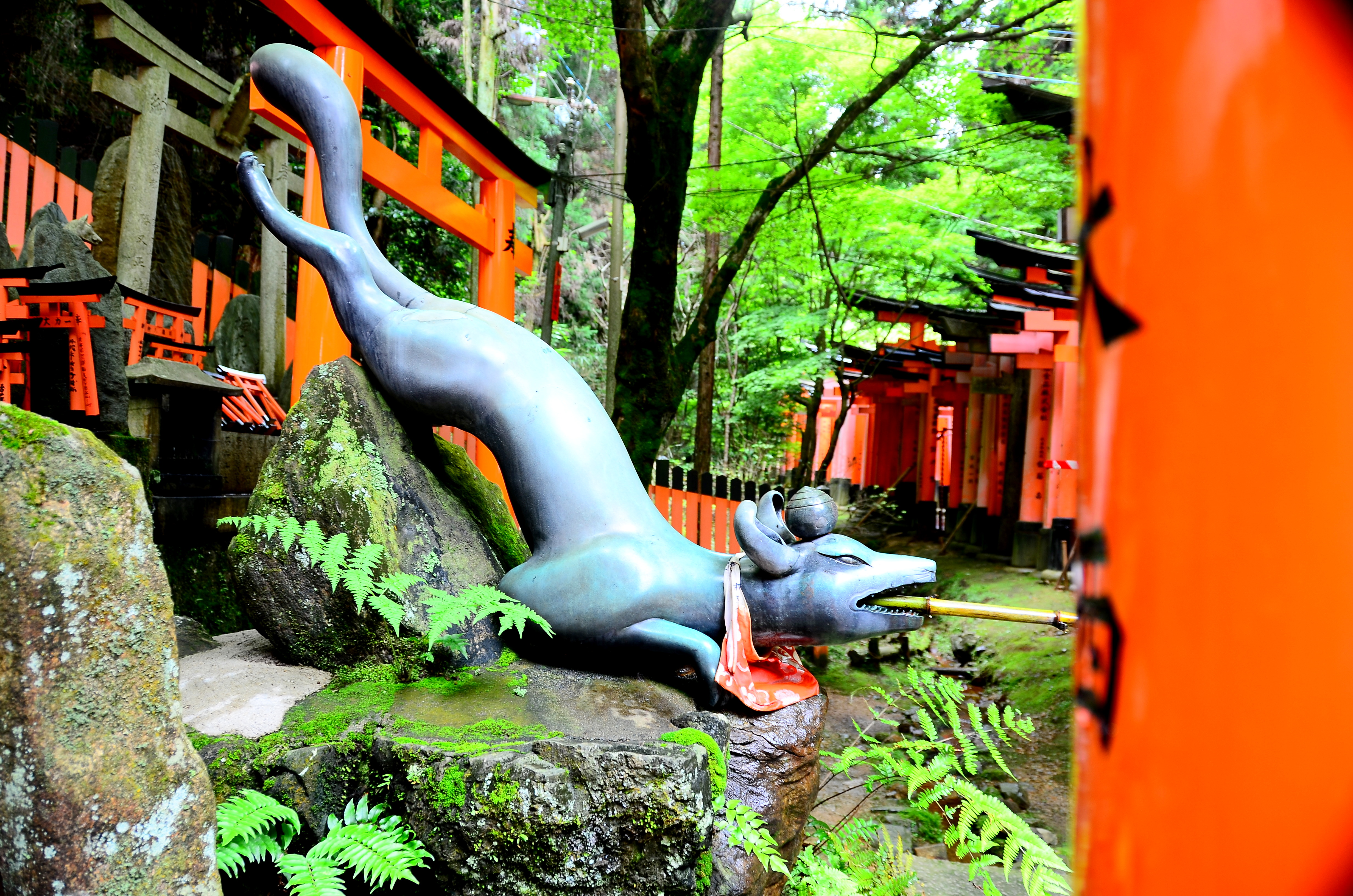
Uma fonte de raposa no Fushimi Inari-taisha
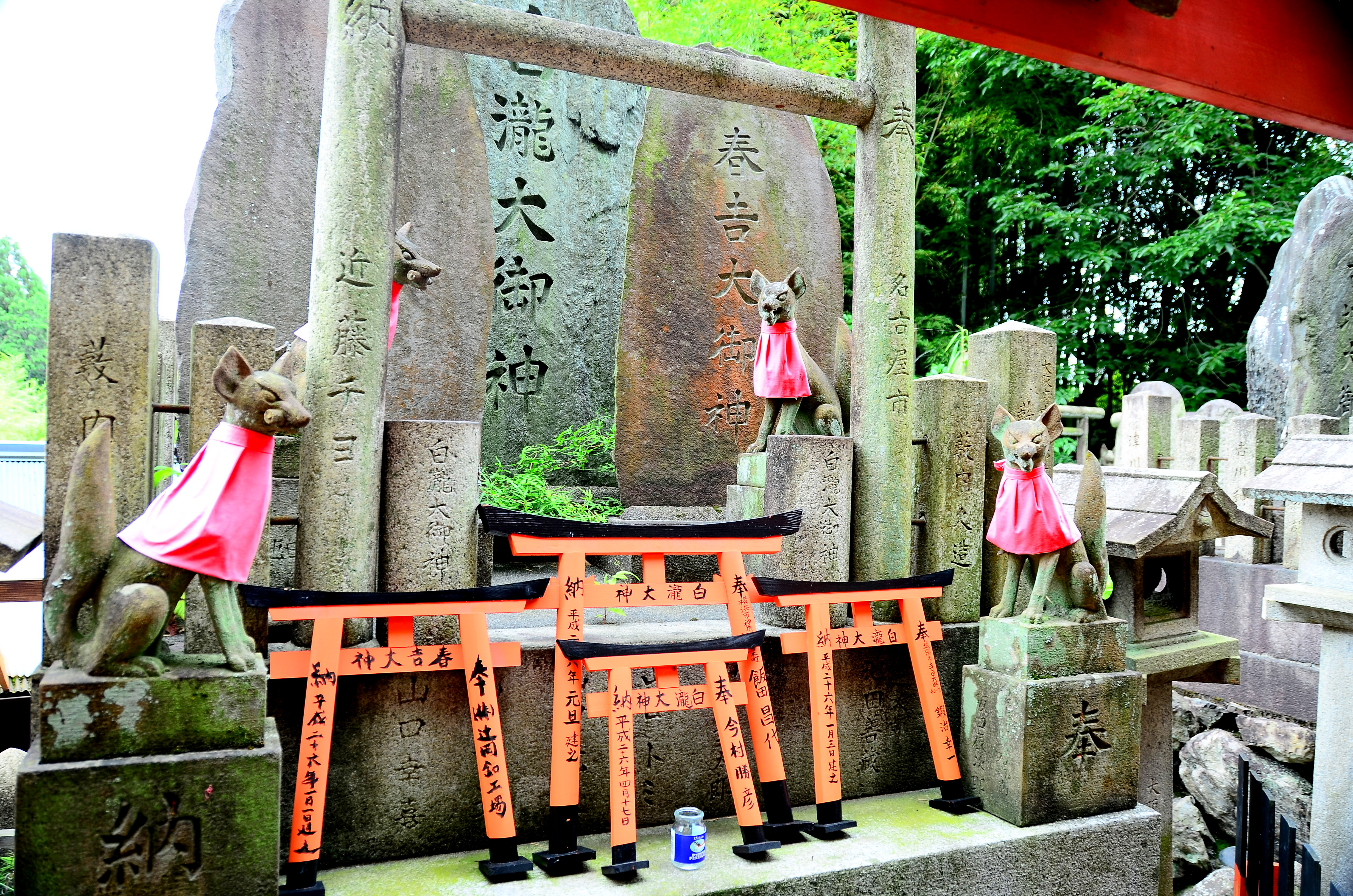
Um altar da raposa no Fushimi Inari-taisha

## Acesso
O templo está logo do lado de fora da Estação de Inari, da Linha de Nara da JR, a 5 minutos da Estação de Quioto. É uma caminha curta da Estação Fushimi-Inari da Linha Principal da Keihan Electric Railway.

## Entorno
Na chegada ao templo existem várias lojas de doces vendendo tsujiura senbei (辻占煎餅), uma forma de biscoito da sorte que data pelo menos do século XIX, e que acreditava-se ter como origem os biscoitos da sorte Culinária sino-estadunidenses.

## Cultura popular moderna
- Memórias de uma Gueixa (2005)
- Aria the Natural ep. 5 (2006)
- Inari, Konkon, Koi Iroha (2010)
- Kamen Rider Fourze ep. 33 (2012)
- Monogatari, segunda temporada, ep. 21-26 (2013)